# Igor Jewgenjewitsch Konaschenkow

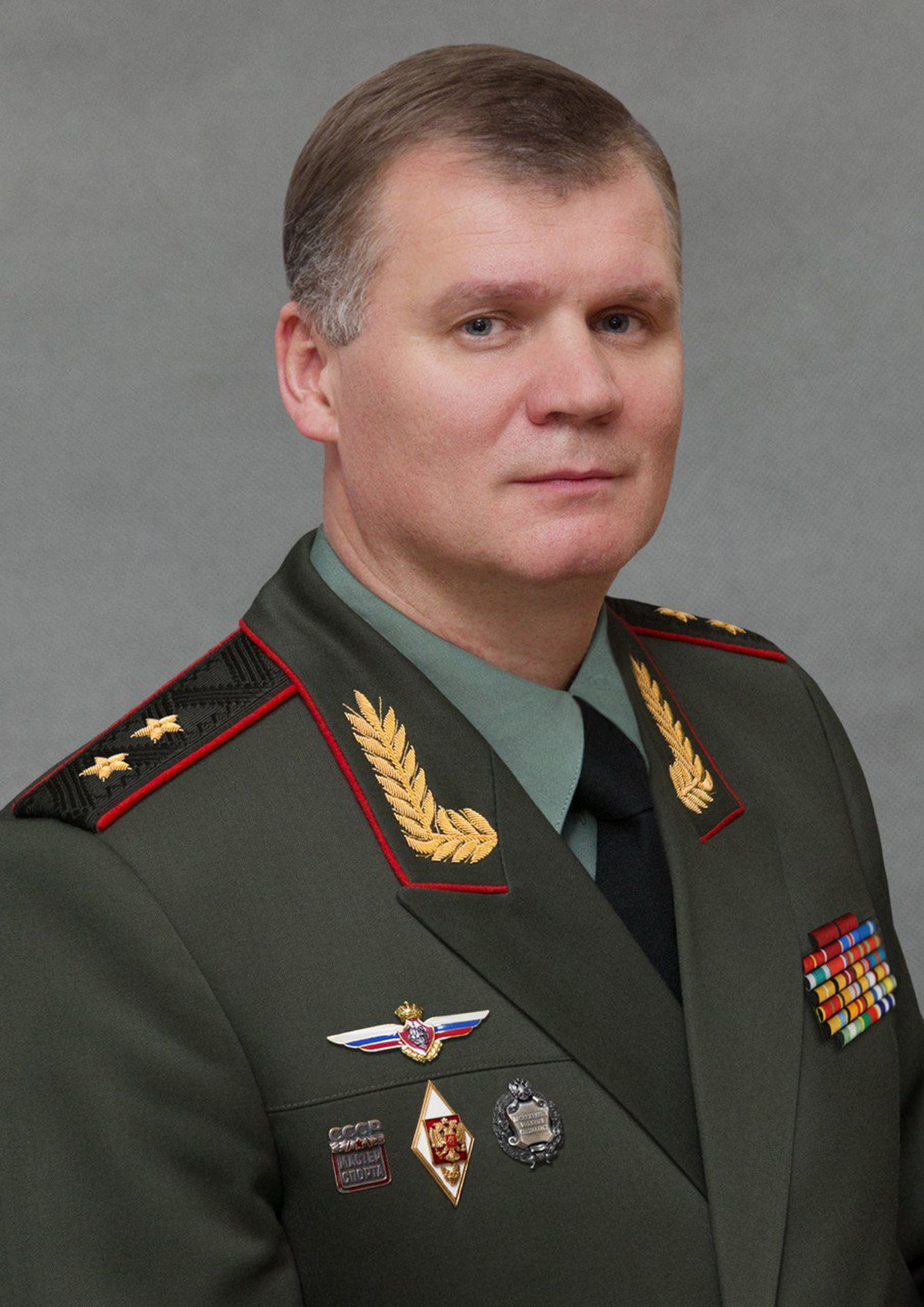
Igor Konaschenkow (2017)

Igor Jewgenjewitsch Konaschenkow (russisch Игорь Евгеньевич Конашенков; * 15. Mai 1966 in Kischinew, Moldauische SSR) ist ein russischer Generalleutnant. Er leitet seit 2017 die Abteilung für Information und Massenkommunikation des russischen Verteidigungsministeriums.

## Leben
Konaschenkow absolvierte 1988 die Ingenieursfakultät der Kommandeurshochschule „Leninscher Komsomol“ für Radioelektronik der Luftverteidigungsstreitkräfte mit „Auszeichnung“. Seine militärische Karriere begann er bei den Weltraumtruppen, im Hauptkommando der Luftverteidigung. 1998 absolvierte er die Wassilewski-Militärakademie für Luftverteidigung der Russischen Föderation und wurde Chef einer Gruppe und Stellvertreter des Abteilungschefs für Öffentlichkeitsarbeit mit russischen und ausländischen Massenmedien des Pressedienstes des Verteidigungsministeriums. Ab 2003 arbeitete er als Chef des Pressedienstes sowie Presseoffizier des Kommandeurs der Streitkräfte des Nordkaukasischen Militärbezirks und ab 2005 als Chef des Pressedienstes des Heeres sowie Presseoffizier des Oberkommandierenden des Heeres. Er führte verschiedene Abteilungen des Informations- und Pressedienstes der vereinigten Streitkräfte des Nordkaukasus sowie der “Friedenstruppen” in der Zone des Kaukasuskrieges. 2006 absolvierte Konaschenkow die Militärakademie des Generalstabes und diente ab 2009 als Stellvertreter des Presseamtchefs des Verteidigungsministeriums. Am 30. August 2011 wurde er Chef des Presseamtes. Am 21. Februar 2013 ernannte ihn der Präsident der Russischen Föderation, Wladimir Putin, zum Generalmajor. Im März 2017 wurde er per Präsidentendekret als Leiter der Abteilung für Information und Massenkommunikation des Verteidigungsministeriums eingesetzt.
Während des russischen Militäreinsatzes in Syrien führte er tägliche Briefings für die Presse durch.
Im Verlauf des Russischen Überfalls auf die Ukraine 2022 behauptete Konaschenkow faktenwidrig, die russische Armee würde keine zivilen Ziele beschießen. Zudem verbreitete er die Verschwörungstheorie, wonach die Vereinigten Staaten geplant hätten, in der Ukraine Vögel mit der Vogelgrippe H5N1 zu infizieren, um diese nach Russland einfliegen zu lassen. Im April 2022 wurde Konaschenkow als hochrangiger Vertreter des russischen Militärs auf die Sanktionsliste der Europäischen Union gesetzt. Anfang Juni 2022 wurde er laut TASS zum Generalleutnant befördert.

## Auszeichnungen (Auswahl)
- Orden für Militärische Verdienste
- Tapferkeitsorden
- Verdienstorden für das Vaterland 4. Klasse
- Orden der Ehre
- Orden der Freundschaft
- Sportmeister der Sowjetunion